# Union locale
Dans les confédérations syndicales et les Unions syndicales françaises, le terme d'Union locale désigne le regroupement des syndicats et sections syndicales d'une même localité membres de la confédération.
Les Unions locales sont chargées d'organiser l'activité confédérale au plus près du terrain en rassemblant les syndiqués des différents secteurs. Toutefois, leur activité voir leur existence est très inégale sur le territoire, selon l'implantation du syndicat.
De fait, les Union locales existent principalement au niveau des agglomérations. Il en existe aussi pour les quartiers regroupant de nombreux salariés de domaines variés, par exemple le Quartier de La Défense à Paris ou la zone aéroportuaire de Roissy.
Les Union locales ne sont souvent que des déclinaisons de l'Union départementale qui est, pour la plupart des organisations, l'échelon le plus actif et le plus influent.
À l'instar des unions départementales, les unions locales sont largement les héritières de la double dynamique originelle du syndicalisme français. Le premier aspect de cette logique était d'unir les travailleurs sur la base de leur activité, d'où les syndicats locaux, d'entreprise ou les fédérations, le second était de créer ces solidarités sur une identité fondée sur le territoire.